# 東陽院 (大田区)
東陽院（とうよういん）は、東京都大田区にある真言宗智山派の寺院。

## 概要
江戸時代初期、栄尊によって開山された。当院所有の釈迦如来立像や弘法大師坐像が1635年（寛永12年）の作であることから、その頃に開山されたものと推測される。
江戸時代中期に火災に遭い、その後の復興のめどが立たなかったため、伽藍跡地に宝篋印塔が建てられていた。江戸時代末期にようやく再建された。

## 交通アクセス
- 六郷土手駅より徒歩6分（経路案内）。